# Transporte en Cantabria

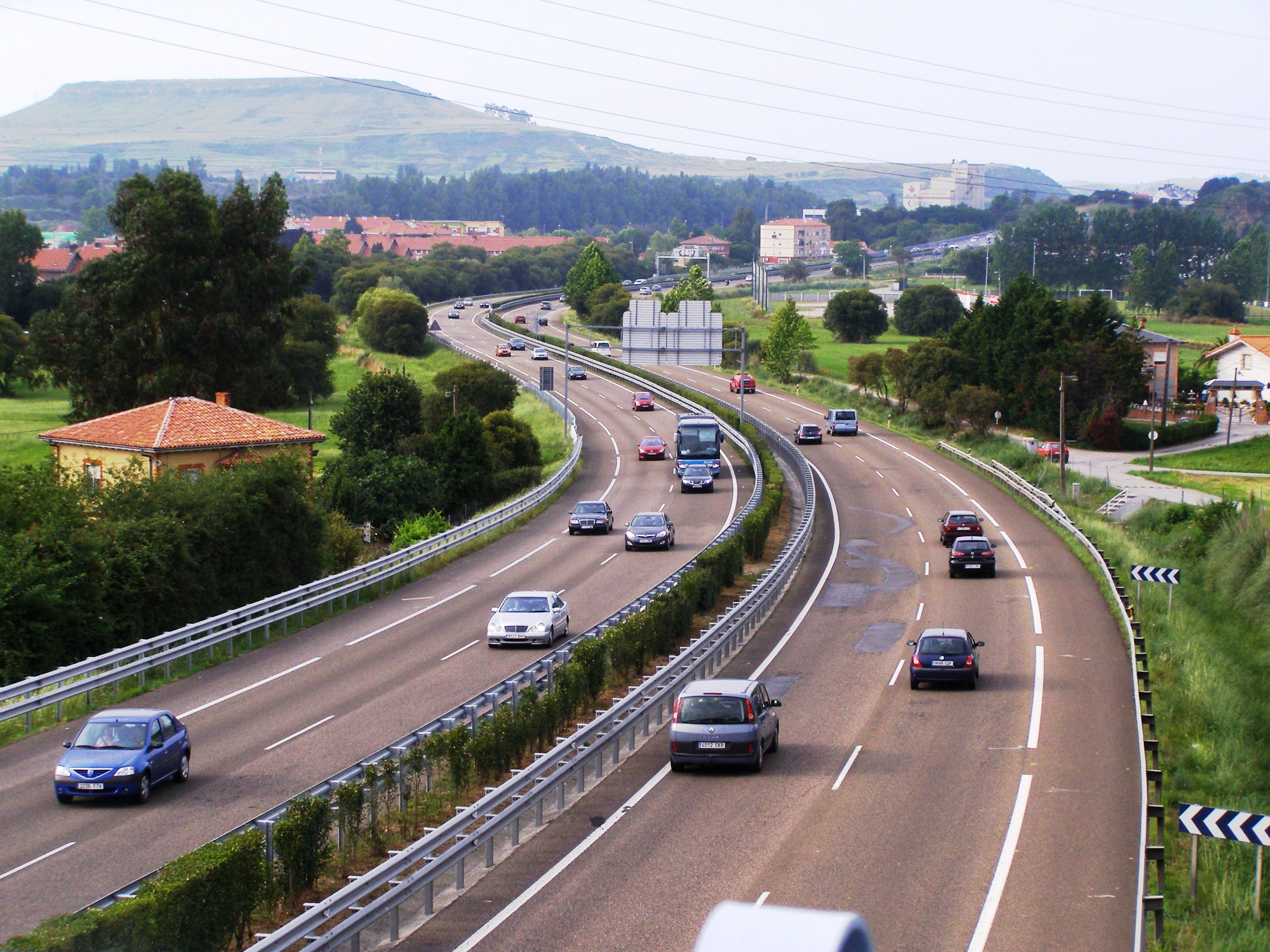
Autovía A-67 a la altura de la localidad de Barreda.

La comunidad autónoma de Cantabria está situada en el norte de España. Su terreno es muy montañoso y se encuentra separada de la Meseta por la cordillera Cantábrica, lo que dificulta las comunicaciones con el centro de la península ibérica. Además, la región se configura en varios valles perpendiculares a la costa, lo que también hace difícil las comunicaciones transversales. Por otra parte, los núcleos de población rurales están muy dispersos sobre todo en el interior de la comunidad, mientras que en el litoral se encuentran las localidades más pobladas. Debido a estos tres factores, Cantabria ha tenido desde antiguo un significativo déficit en infraestructuras de transporte terrestre motivado por el importante coste por kilómetro de carretera que supone este tipo de infraestructuras en la región. En la actualidad se está intentando corregir con varias obras y proyectos.

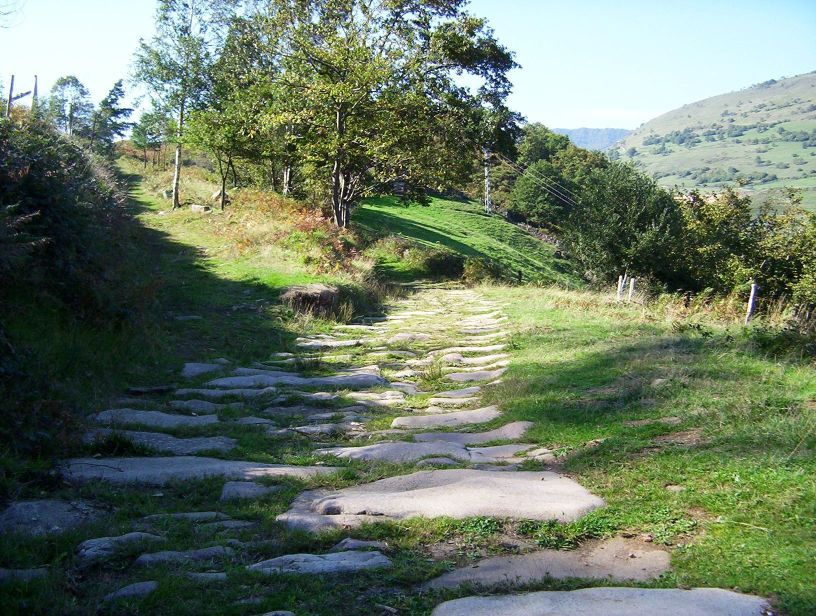
Camino del siglo en Bárcena de Pie de Concha.

## Transporte por carretera

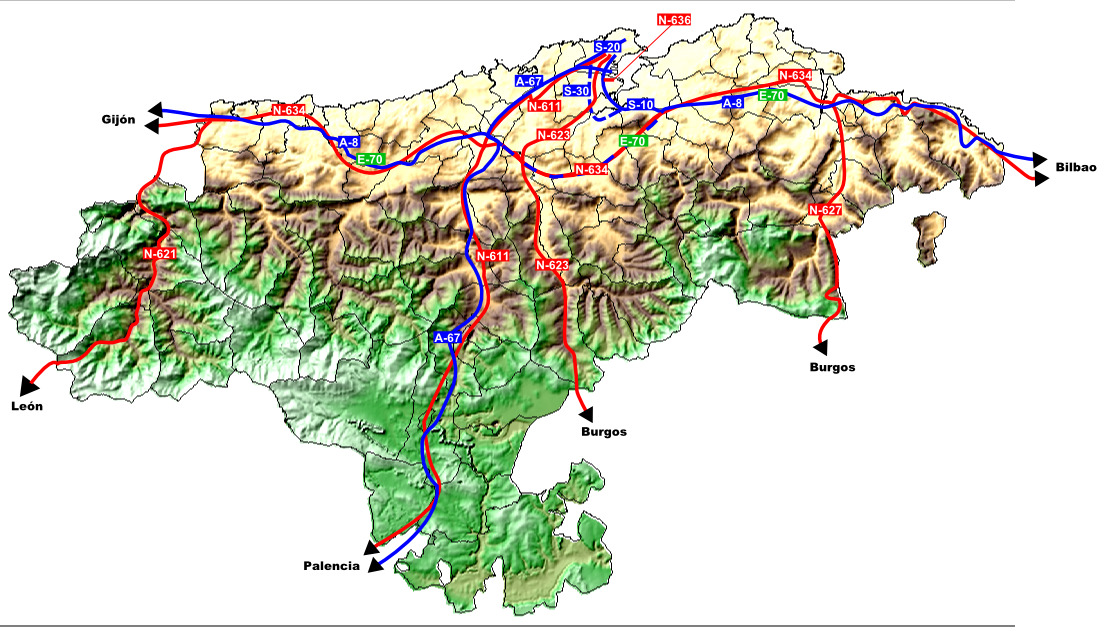
Red de Carreteras del Estado en Cantabria.
Carreteras nacionales
Autopistas y autovías

Las principales vías de comunicación terrestres utilizan los mismos corredores ya usados en la época romana para trazar sus calzadas, articulando y favoreciendo el desarrollo fundamentalmente de la zona litoral, paralela al mar Cantábrico, y la del valle del Besaya, que conecta con la Meseta central. Con el paso de los siglos esta red de carreteras se ha ido adaptando a los nuevos sistemas de transporte que debían transitar por ellas, pero conservan en su mayoría el trazado original.

### Red General de Interés del Estado

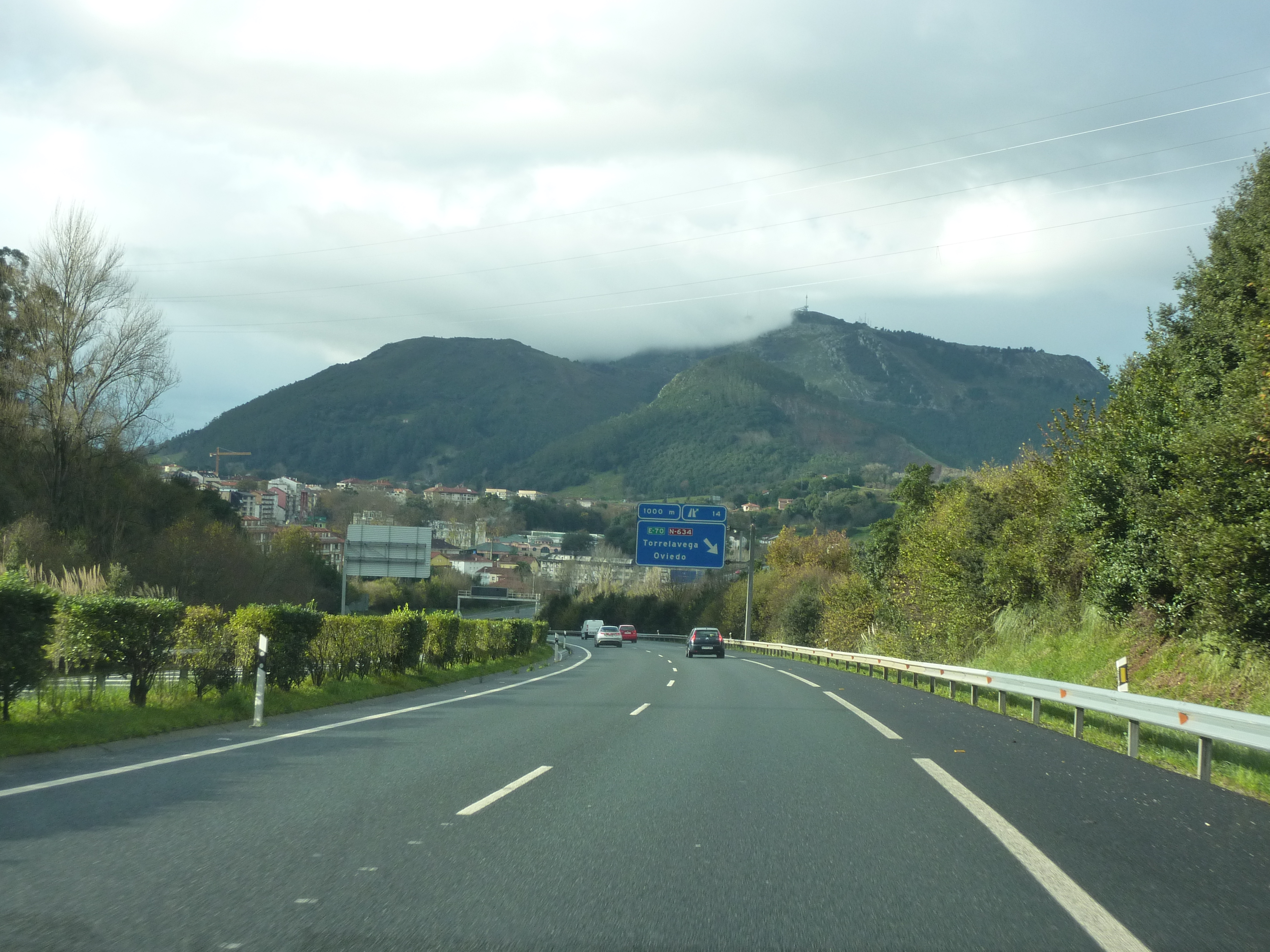
A-8 a su paso por Solares.

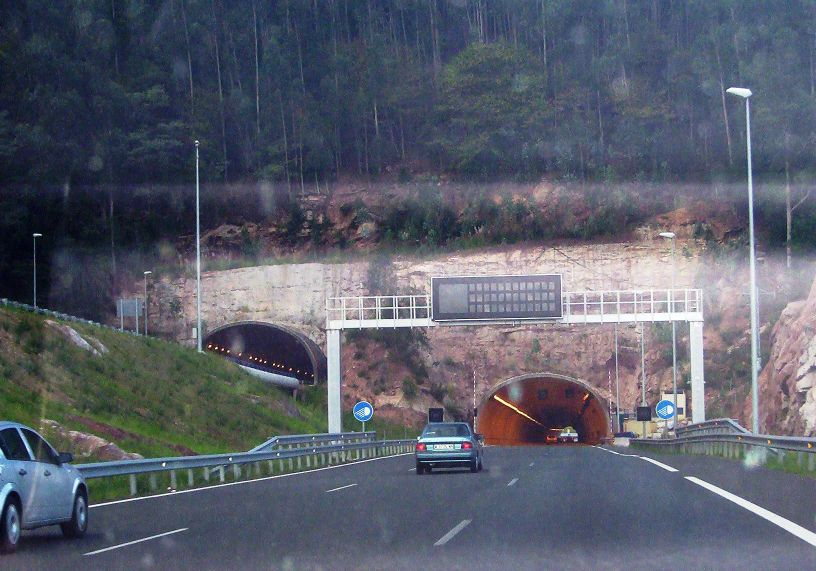
Autovía de la Meseta. Túnel de Las Caldas en el tramo Los Corrales de Buelna - Molledo. Cantabria (España).

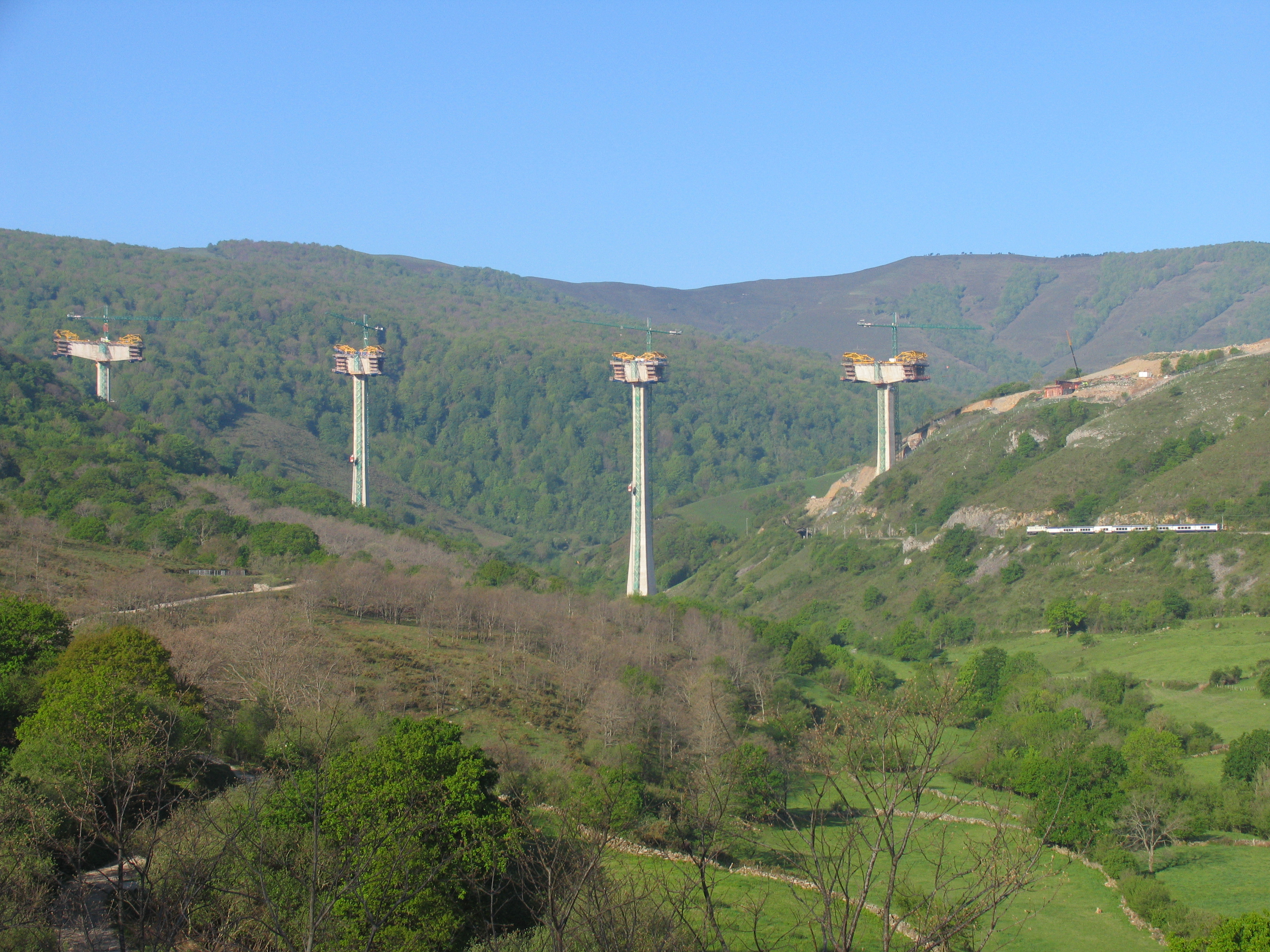
Construcción del Viaducto de Montabliz en el tramo Molledo-Pesquera de la autovía A-67. Con 145 metros de altura es el puente más alto de España.

Entre la red principal de autovías que atraviesan Cantabria destacan por su importancia y su Intensidad Media Diaria (IMD) de vehículos la Autovía del Cantábrico y la Autovía de la Meseta. Ambas configuran una gran "T" que es el tronco vertebrador de las infraestructuras viarias de la región y sobre la que se apoya el resto de las comunicaciones por carretera de Cantabria. 
- Autovías interurbanas:
  - A-8 Autovía del Cantábrico : Irún (Guipúzcoa) - ... - Castro Urdiales - Laredo - Solares - Torrelavega - Unquera - ... - Santiago (La Coruña).
  - A-67 Autovía de la Meseta : Santander - Torrelavega - Reinosa - Palencia - Venta de Baños (Palencia).

- Autovías en entorno urbano:
  - S-10 Acceso este a Santander : Santander - Solares
  - S-20 Acceso oeste a Santander : Bezana - Sardinero
  - S-30 Ronda de la Bahía : San Salvador - Peñacastillo

Los otros principales corredores en la región perteneciente a la Red de Interés General del Estado (RIGE) son las siete carreteras nacionales que comunican Cantabria con todas las provincias vecinas:
- N-611 Santander - Torrelavega - Reinosa - Palencia.
- N-621 Unquera - Panes (Asturias) - Potes (Cantabria) - Riaño (León).
- N-623 Santander - Burgos.
- N-629 Laredo - Burgos
- N-634 Irún (Guipúzcoa) - ... - Castro Urdiales - Laredo - Torrelavega - Unquera - ... - Santiago (La Coruña).
- N-635 El Astillero - Solares
- N-636 Maliaño - Aeropuerto de Santander

#### Autovía del Cantábrico
Esta autovía, que une Galicia con Francia, es el eje Este-Oeste que atraviesa la región paralelo a la costa y que comunica las principales localidades costeras de Cantabria. Constituye la alternativa de gran capacidad a la antigua carretera nacional N-634, que ha pasado a dar servicio a un tráfico de carácter local. En la zona más oriental de la región esta vía está afectada de manera importante por la influencia del área metropolitana de Bilbao. Hasta 1995, con la entrada en servicio del tramo de autovía Santander-Bilbao, las conexiones de la red de carreteras de la región con el resto de la Cornisa Cantábrica no habían sufrido grandes cambios. Es con la puesta en funcionamiento de la Autovía del Cantábrico a su paso por la comunidad autónoma la que permitió contribuir a la articulación de la región y la mejora de las comunicaciones con el resto de las comunidades cantábricas y la red de alta capacidad de la Unión Europea. La A-8 es, en la actualidad, la infraestructura viaria más importante de Cantabria.

#### Autovía de la Meseta
Terminada en su totalidad en su parte cántabra el 31 de enero de 2008, la Autovía de la Meseta (oficialmente Autovía Cantabria-Meseta) es la segunda vía en importancia en la región. La A-67 discurre de norte a sur a través del corredor del Besaya, el cual representa el eje industrial de Cantabria, con Reinosa, Los Corrales de Buelna y Torrelavega. Este eje viene a constituir la principal vía de comunicación de alta capacidad entre Santander y el resto de las provincias al sur de la región, una demanda histórica de la comunidad autónoma.

### Carreteras autonómicas
Las red de carreteras autonómicas de Cantabria está compuesta por vías de doble sentido en una sola calzada, y son competencia del Gobierno de Cantabria a través de su Consejería de Obras Públicas. Este segundo nivel en la jerarquía de la red viaria permite llegar a los valles por los que no pasan las carreteras nacionales e interconectarlos entre sí, asimismo.
Esta red autonómica no está distribuida uniformemente a lo largo de la región debido al relieve, que provoca la compartimentación del territorio, así como al escaso desarrollo que han tenido este tipo de infraestructuras de transporte en determinadas zonas. La orografía influye en el trazado de las vías y dificulta de manera importante las comunicaciones transversales entre valles, en muchos casos afectados por procesos de despoblamiento y una creciente motorización. Esta malla es mucho más tupida en La Marina, densamente poblada y urbanizada. En este sentido destaca el crecimiento y desarrollo del eje Santander - Torrelavega y los municipios de su entorno, que empieza a definir un proceso conurbano en permanente expansión y que experimenta síntomas de congestión de tráfico.
La red autonómica ha experimentado una sustanciable mejora a partir de la ejecución del I, II y III Plan de Carreteras de Cantabria llevado a cabo en las legislaturas 1995-1999, 1999-2003 y 2003-2007 respectivamente, todos ellos alentados por Miguel Ángel Revilla en calidad de Consejero de Obras Públicas en los dos primeros periodos y presidente en el tercero. Así pues, la red de carreteras de Cantabria pasó de ser una las peores de España a ser una de las de más calidad y más respetuosas con el medio ambiente, creando la categoría de "carretera de especial protección ecológica y paisajística" que, entre otros objetivos, persigue «la conservación de la calidad atmosférica, el control de los vertidos y el aseguramiento de la calidad del agua, la conservación de la vegetación y la fauna, o el ahorro, reciclaje o reutilización de recursos».

## Transporte en autobús
El Gobierno de Cantabria gestiona algo más de 80 líneas de autobús en la comunidad, que dan servicio a esta y a algunos municipios fronterizos de Castilla y León y Asturias. Estas líneas se clasifican en dos grupos: las de cercanías y las regionales. Las de cercanías son las que funcionan en el entorno de la ciudad de Santander, conectando los municipios de Santander, Bezana, Piélagos, Camargo y Astillero. Son operadas con modelos de autobuses urbanos por la empresa ALSA. Son fácilmente identificables por sus paneles luminosos, con números de línea entre 1 y 9 precedidos de una S. Además, también hay dos líneas nocturnas con el prefijo “B”.
Las líneas regionales son las demás, operadas con autobuses interurbanos, que no necesariamente conectan la ciudad de Santander. Los autobuses que las operan llevan el diseño de su empresa, por lo que a veces son más difíciles de identificar.
En todas las líneas los pagos pueden abonarse con la tarjeta Transporte de Cantabria, que debe estar recargada para cada operador que vaya a ser utilizado. 

## Transporte por ferrocarril

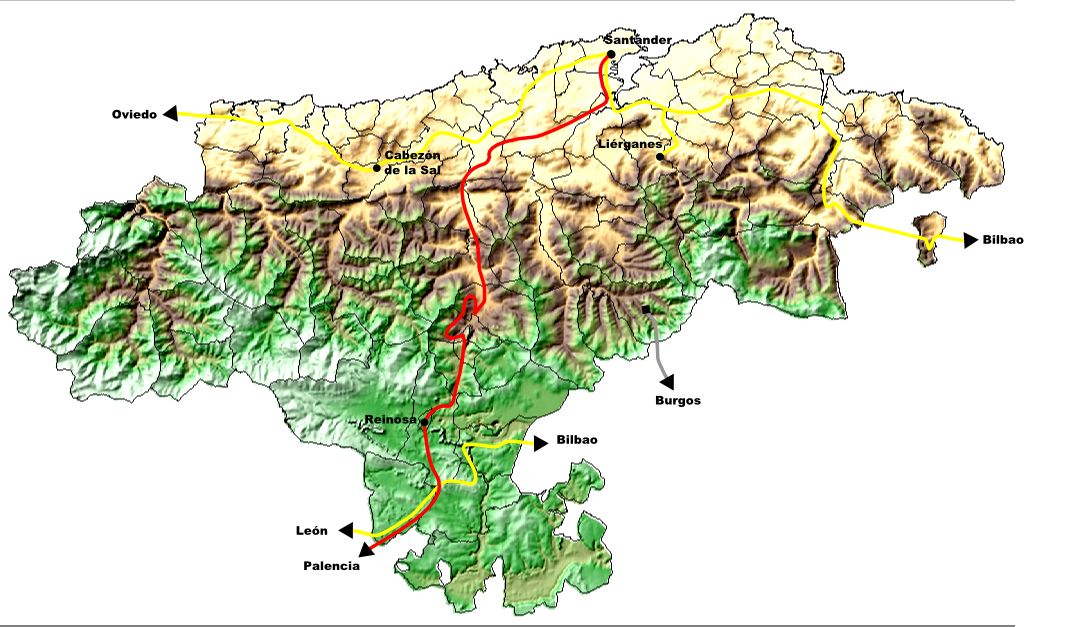
Red de ferrocarril en Cantabria:
Renfe
Túnel de la Engaña (sin uso)

Mapa de velocidades, número de vías y electrificación.

Como se ha comentado, Cantabria tiene un relieve difícil para construir infraestructuras de transporte, es por lo cual que la red ferroviaria esté poco desarrollada y sea poco eficiente, a pesar de los intentos por extender el ferrocarril por la Comunidad, como por ejemplo fueron el inconcluso eje Santander-Mediterráneo por el Túnel de la Engaña o la línea convertida en vía verde Astillero-Ontaneda.
Al igual que en el transporte por carretera, el ferrocarril se estructura en esta región en dos ejes. El costero es de vía estrecha y el dirección sur es de vía ancha, ambos de Adif operados por Renfe. Su servicio más importante, aunque no el único, es el de cercanías, aunque también realizan el transporte de mercancías entre empresas de la región y el puerto de Santander.
Durante las últimas décadas la falta de inversiones ha hecho que la comunidad autónoma sea la que más tráfico de cercanías ha perdido de todo el sistema ferroviario español.

### Renfe
Cercanías
- Santander-Reinosa

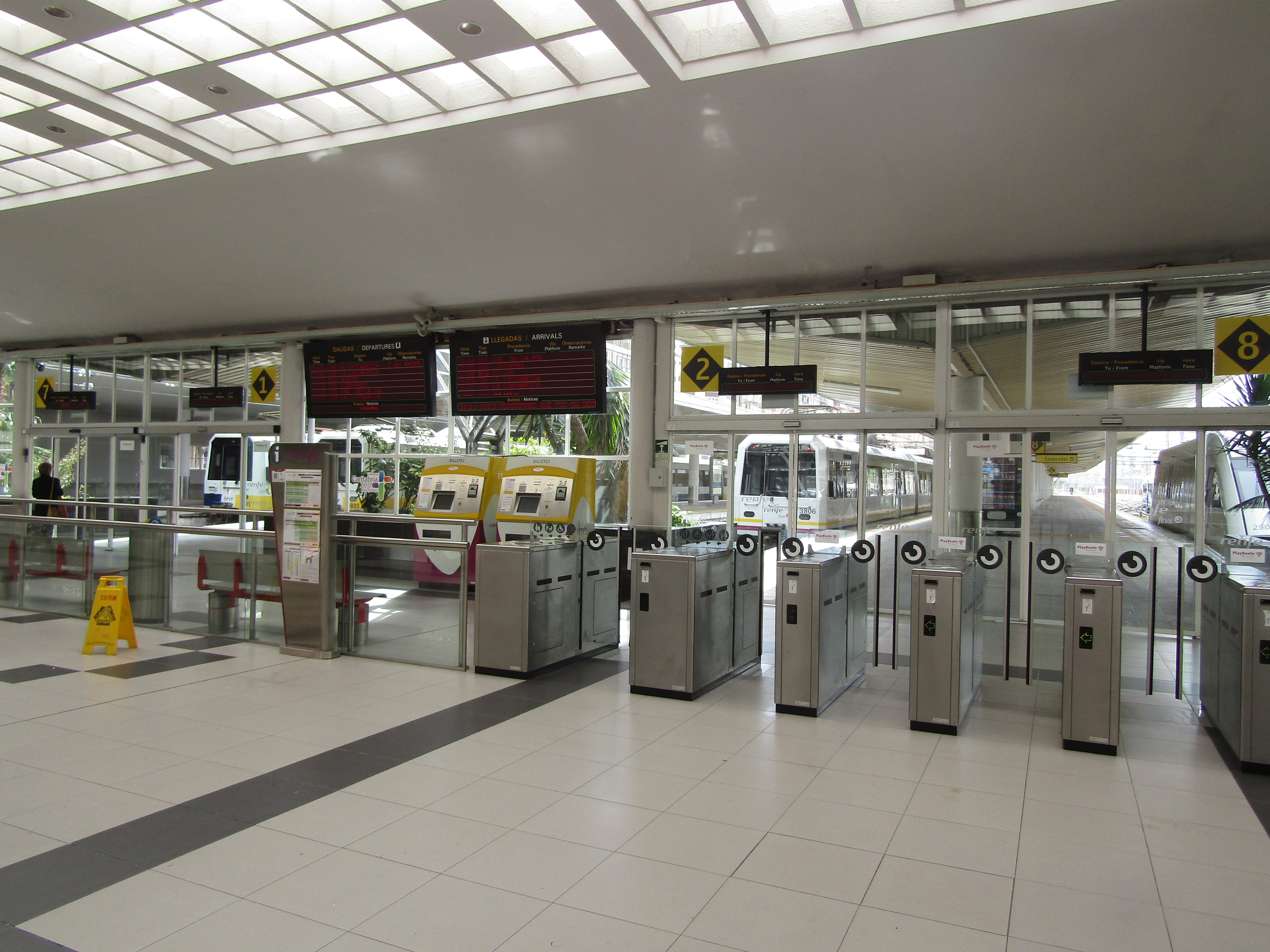
Estación de ferrocarril de vía estrecha (Feve) en Santander.

- Santander-Torrelavega-Cabezón de la Sal
- Santander - Solares - Liérganes
- Santander - Solares - Marrón (operado por Renfe Cercanías AM)

Regional, Media y Larga distancia
- Santander - Oviedo (operado por Renfe Cercanías AM)
- Santander - Bilbao (operado por Renfe Cercanías AM)
- Bilbao - La Robla (operado por Renfe Cercanías AM)
- Alvia: a Palencia, Valladolid, Segovia, Madrid, y Alicante
- Regional: a Palencia y Valladolid
- Regional Exprés: a Palencia, Valladolid, Ávila y Madrid

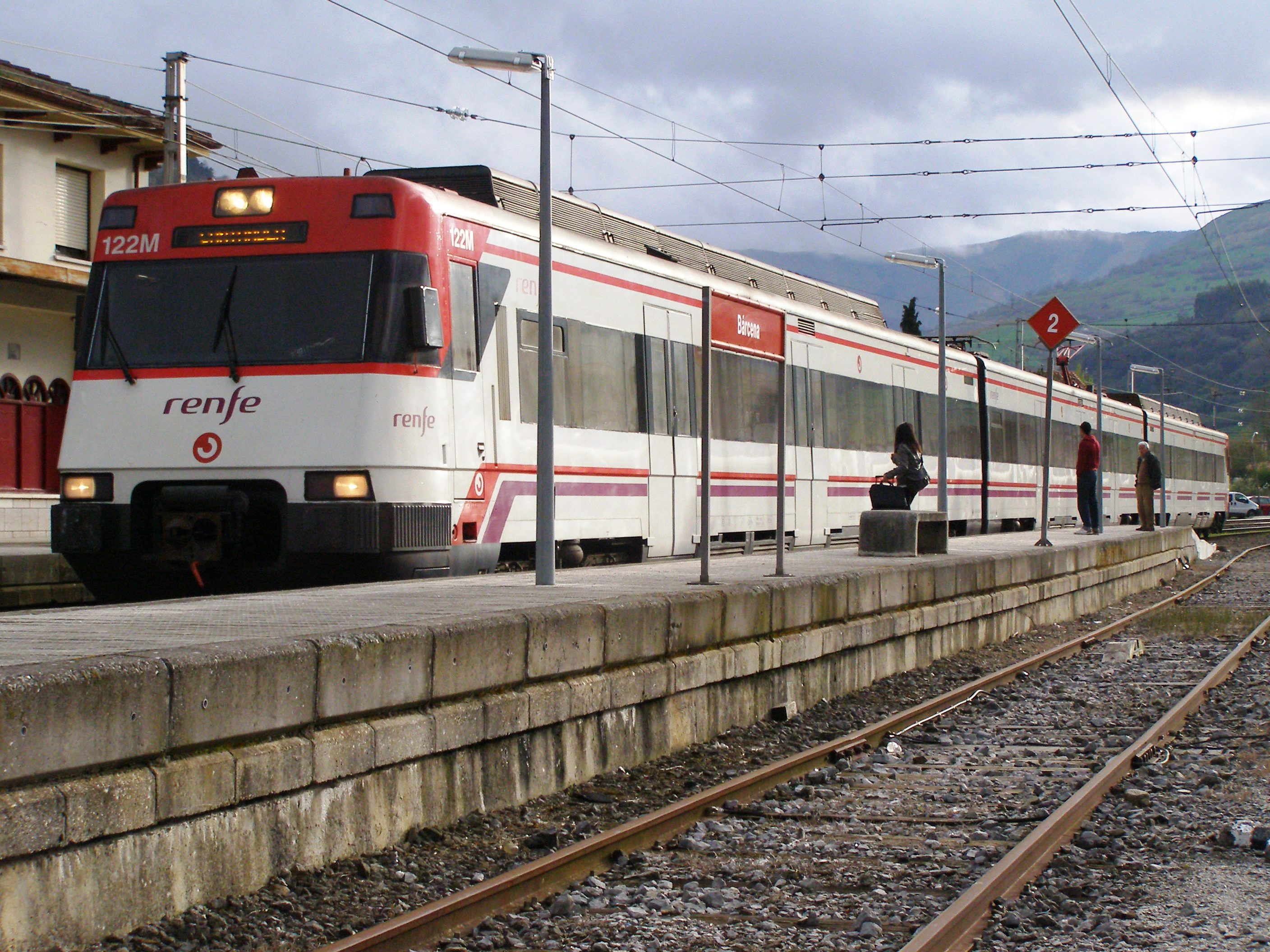
Unidad 446 estacionada en Bárcena de Pie de Concha

## Transporte marítimo

### Puertos de mercancías

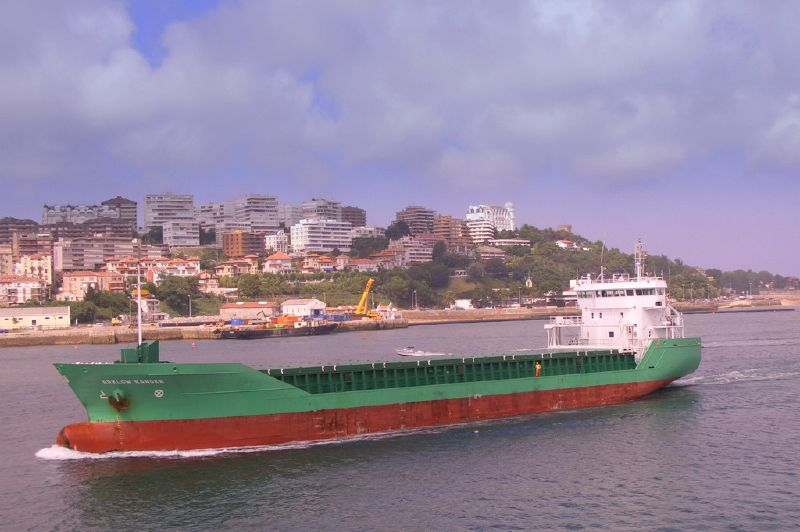
Buque entrando al puerto de Santander.

- Puerto de Santander
- Puerto de Requejada

### Puertos pesqueros

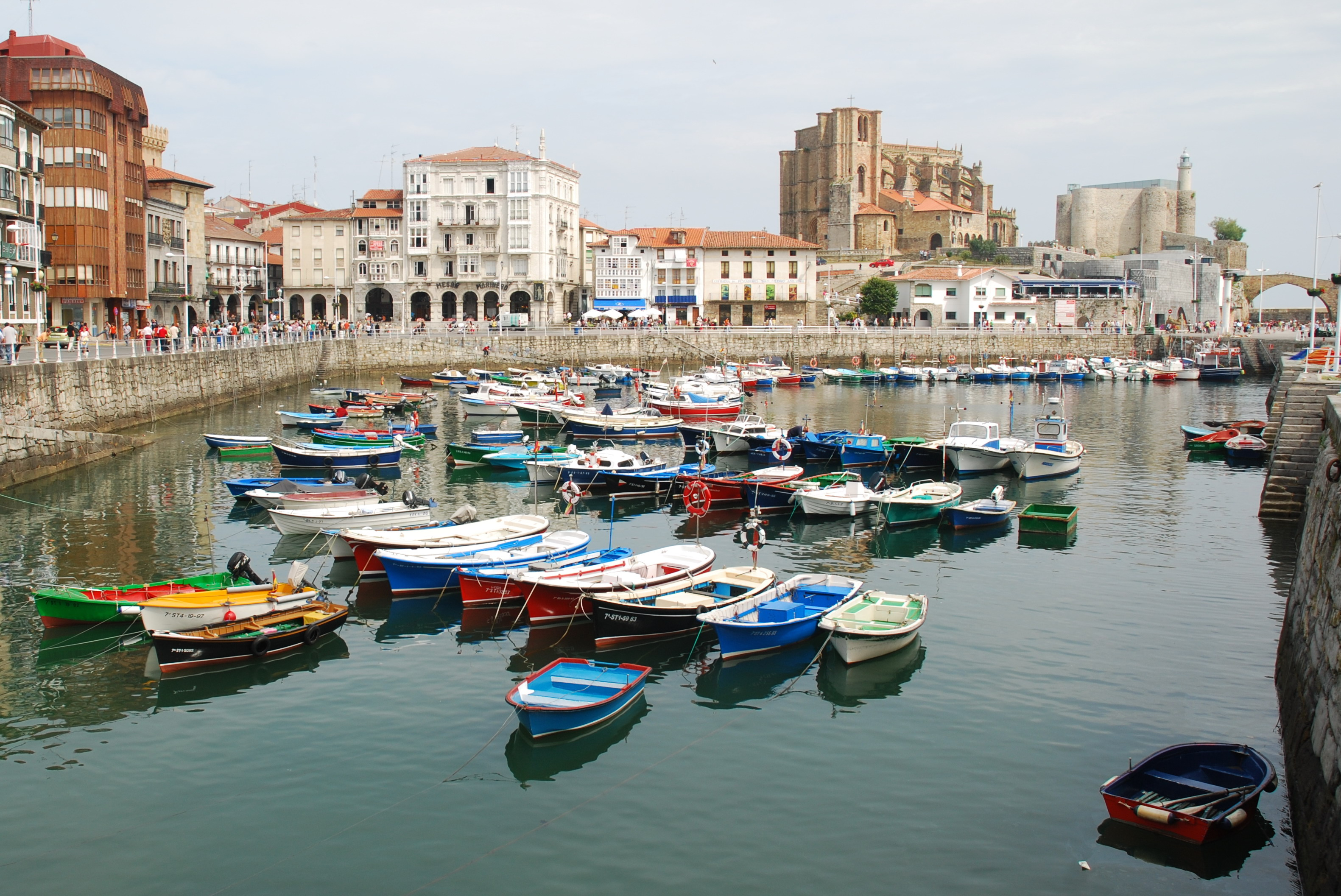
Puerto de Castro Urdiales.

- San Vicente de la Barquera
- Comillas
- Suances
- Santander
- Santoña
- Colindres
- Laredo
- Castro Urdiales

### Puertos deportivos

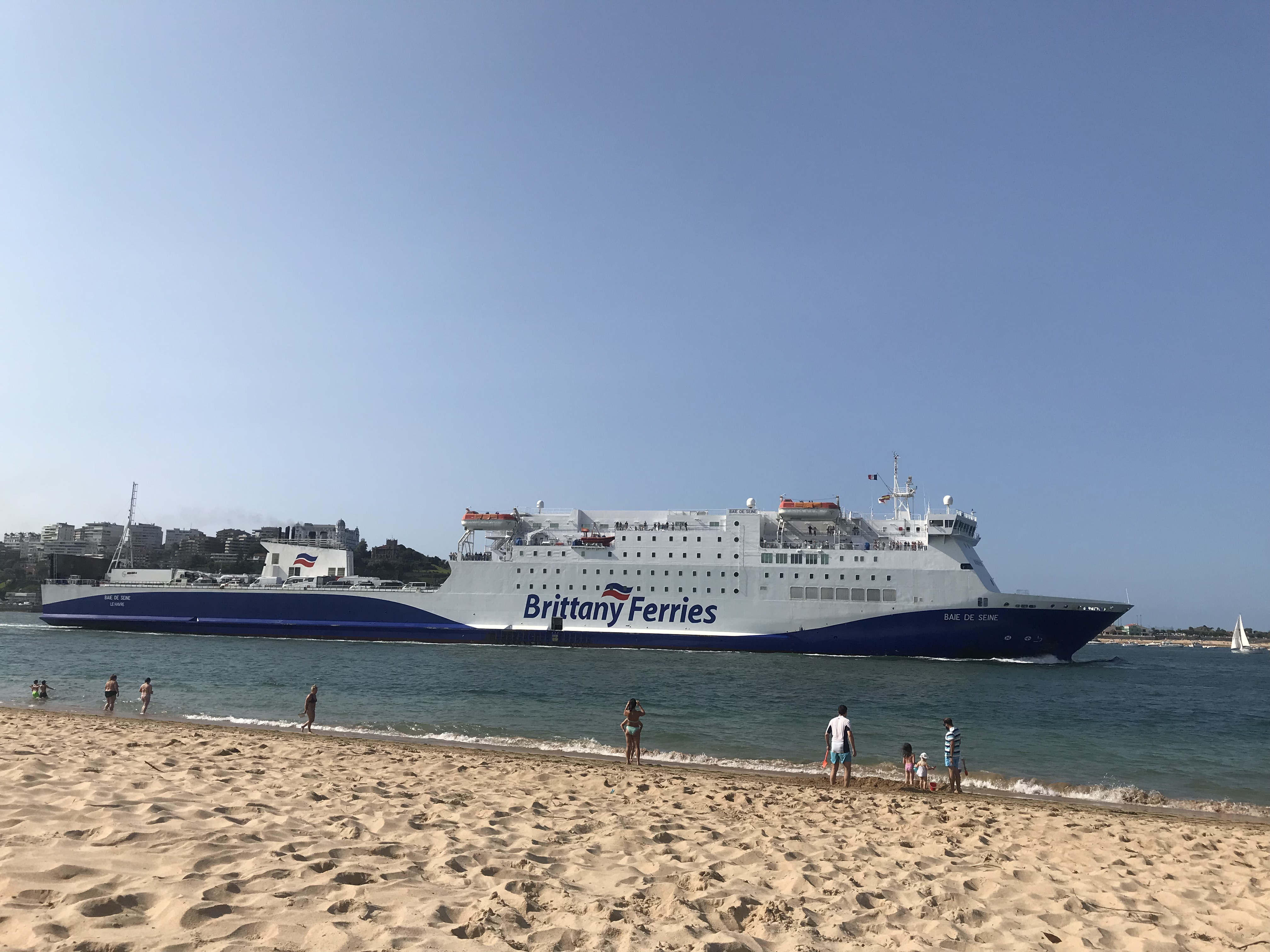
El buque de la naviera Brittany Ferries saliendo de la bahía de Santander en la línea de ferry regular Santander-Portsmouth.

Cantabria dispone de varios puertos deportivos en su litoral de más de 200 km. Estos son:
- Puertochico (Santander)
- Pedreña
- Marina del Cantábrico (Camargo)
- El Astillero

Por otro lado, el Gobierno de Cantabria ha realizado un plan con el que pretende dotar a la región de más puertos de este tipo, para atraer a un turismo de excelencia. Se prevén construir nuevos o remodelar los puertos deportivos existentes en las siguientes localidades:
- San Vicente de la Barquera
- Suances
- Santoña
- Laredo
- Castro Urdiales
- Colindres

## Transporte aéreo

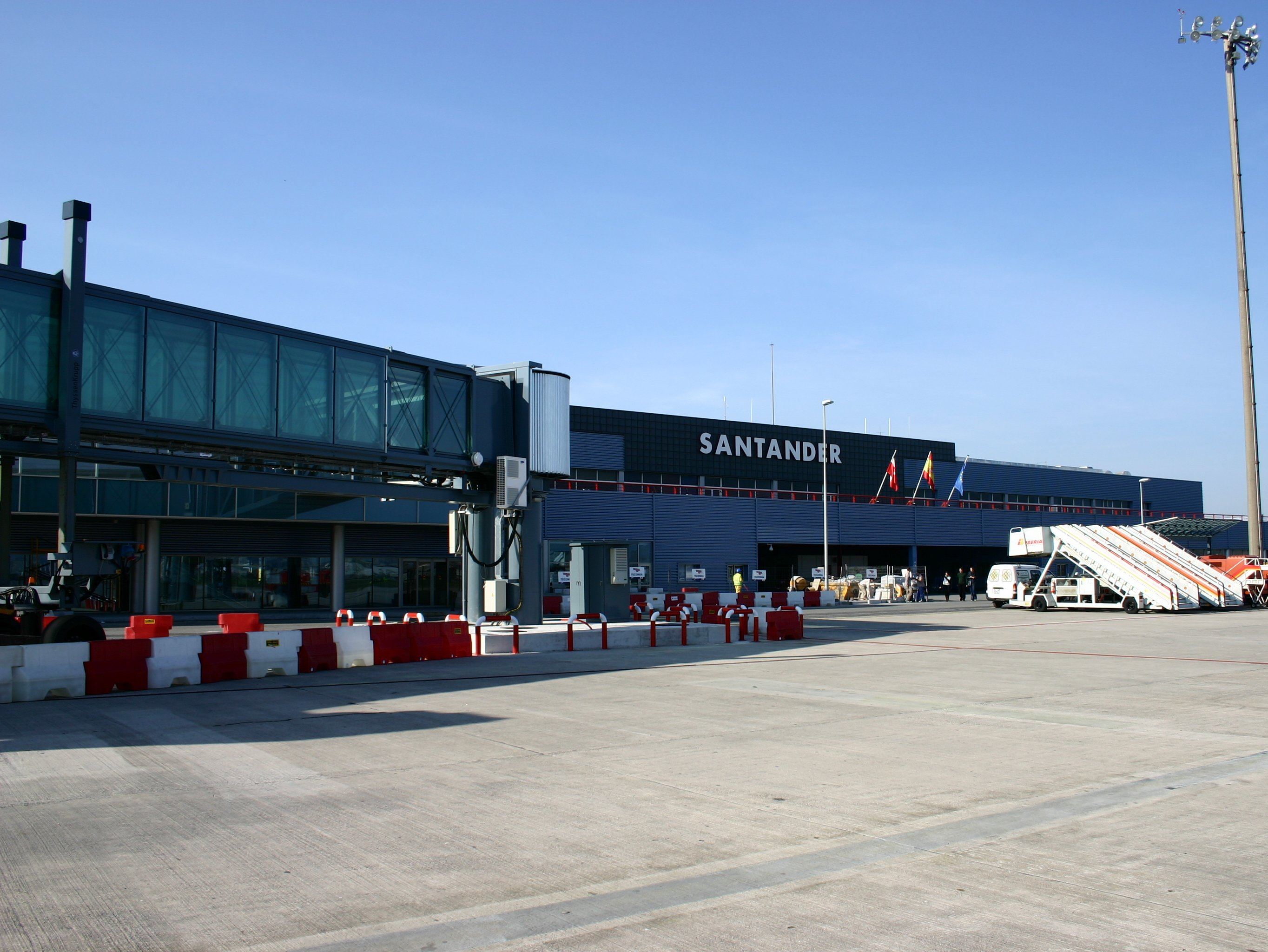
Aeropuerto de Santander.

Cantabria posee el Aeropuerto Internacional de Santander, popularmente conocido como Parayas, está situado en el municipio de Camargo en terrenos ganados a la bahía. Actualmente el Aeropuerto de Santander dispone de conexiones directas a Madrid, Barcelona, Sevilla, Alicante, Valencia, Málaga, Palma de Mallorca, Las Palmas de Gran Canaria, Tenerife, Lanzarote, Ibiza, Londres, Edimburgo, Dublín, Roma, Venecia, Milán, Fráncfort, Dusseldorf, París y Bruselas. Las compañías que operan en él son Air Nostrum, Iberia L.A.E., Volotea, Vueling y Ryanair. Gracias a esta última, el tráfico aéreo en el aeropuerto cántabro se ha visto incrementado notablemente, siendo actualmente uno de los primeros de España en cuanto a crecimiento porcentual de operaciones y pasajeros. En este aeropuerto también se realizan actividades aerodeportivas, así como en el único aeródromo de la región: el de Bárcena de Cudón.

## Transporte alternativo

### Carriles bici
Cantabria cuenta con algunos tramos de carril bici discontinuos, aunque se tiene en proyecto la construcción de otros nuevos y la interconexión de los existentes para que la bicicleta sea un medio de ocio y de transporte alternativo.
- Carril bici de Santander, red principal circular PCTCAN-Peñacastillo-Nueva Montaña-Marqués de la Hermida-Centro Botín- Túnel de Tetuán/Túnel Tren Pombo/Reina Victoria-Los Castros/Alcalde Vega Lamera/Avda Castañeda/ Parque Las Llamas- Calle Libertad/Justo Colongues/ Avenida del Deporte- Julio Jaurena-PCTCAN , en proyecto crear una red municipal de 96 km[6]
- Pontejos-Rubayo y Somo-Galizano, dos tramos discontinuos que discurren en paralelo a la carretera autonómica CA-141
- Circuito del Aeropuerto, íntegramente en Camargo, rodea las instalaciones aeroportuarias y sirve como acceso al Parque Punta de Parayas
- Anillo Verde de la Bahía, proyecto que prevé la construcción de un carril bici que conecte los municipios de la Bahía a Santander[7]
- Los Corrales de Buelna-Torrelavega-Suances[8]
- Parque Empresarial del Besaya, carril bici de 3 km en terrenos de Torrelavega y Reocín[9]
- Comillas-Oyambre, siguiendo la CA-131
- Bulevar Ronda de Torrelavega, carril bici de casi 8 km que circunvala la ciudad

Véase también: Reportaje sobre carriles bici en Cantabria (enlace roto disponible en Internet Archive; véase el historial, la primera versión y la última)., en La Revista de Cantabria, de Caja Cantabria.

### Vías verdes

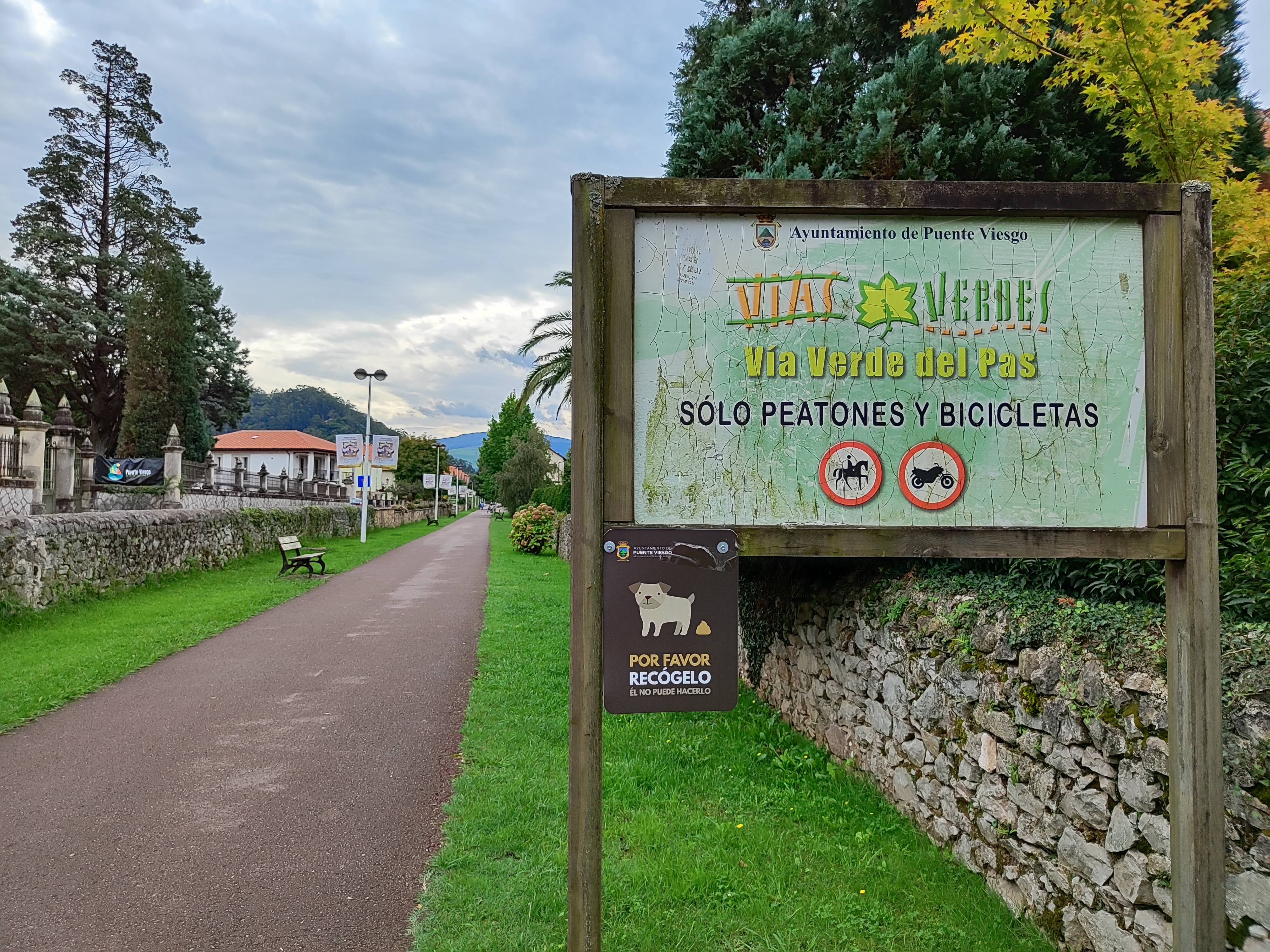
Vía Verde del Pas a su paso por Puente Viesgo. Esta ruta ciclable discurre por lo que fue el antiguo ferrocarril de El Astillero a Ontaneda.

Cantabria cuenta con cinco vías verdes, algunas acondicionadas y señalizadas, mientras que otras aún están por adecuar.
- Vía Verde del Pas, 34 km acondicionados entre El Astillero y Ontaneda[10]
- Vía Verde del Piquillo, 1,9 km acondicionados entre Ontón y Covarón (Vizcaya)[11]
- Vía Verde Castro Urdiales - Alén, 5,4+8,3 km no acondicionados y discontinuos de la antigua línea de ferrocarril Castro Urdiales-Traslaviña[12]
- Vía Verde del Pilugo, 34 km no acondicionados en Udías[13]

## Tarjeta de Transporte de Cantabria
Desde 2007 existe en Cantabria una tarjeta sin contacto que integra gran parte de los transportes que operan en la comunidad. Esta iniciativa del Gobierno de Cantabria pretende hacer más cómodo el uso del transporte público así como facilitar la intermodalidad. Además constituye el primer paso hacia una homogeneización de las tarifas de transportes en la región. Se trata de una tarjeta monedero, recargable, que sustituye al tradicional bonobús de cartón. Cuesta 1,50 € y se puede comprar y recargar en estaciones, quioscos, estancos y librerías. Tiene tres monederos independientes, que pueden ser recargados cada uno para un operador de transporte. Actualmente puede utilizarse en la mayoría de líneas de autobús, los autobuses urbanos de Santander y Renfe. Esta tarjeta no se puede usar en las líneas o servicios tanto ferroviarios como por carretera estatales (las que salen de Cantabria). El Gobierno de Cantabria está preparando una nueva tarjeta de transporte que estará lista como tarde en verano de 2026, contendrá un monedero único para todos los operadores de transporte y vendrá acompañada de la integración tarifaria en la comunidad (un recorrido entre A y B costará lo mismo sin importar los transbordos o los medios de transporte u operadores utilizados).